# Frits Paap
Frits Paap (Serooskerke, 4 oktober 1986) is een Nederlands voetballer van RBC Roosendaal. Hij speelt als verdediger.
Hij debuteerde op 14 augustus 2005 in de wedstrijd FC Groningen - RBC Roosendaal (1-0).

## Clubstatistieken
| Seizoen | Club           | Land      | Competitie     | Duels | Goals |
| ------- | -------------- | --------- | -------------- | ----- | ----- |
| 2005/06 | RBC Roosendaal | Nederland | Eredivisie     | 23    | 0     |
| 2006/07 | RBC Roosendaal | Nederland | Eerste divisie | 13    | 0     |
| 2007/08 | RBC Roosendaal | Nederland | Eerste divisie | 15    | 0     |
| 2008/09 | RBC Roosendaal | Nederland | Eerste divisie | 21    | 0     |
| Totaal  | Totaal         | Totaal    | Totaal         | 72    | 0     |

Bijgewerkt tot 17 december 2010